# Доказ тврдњом
Доказ тврдњом (лат. Ipse dixit - он је сам то рекао) је логичка грешка која настаје када се одређени предлог доказује само тврдњом да је исправан, без обзира на противникове доказе и тврдње. Другим речима, то је било која догматска изјава коју говорник очекује да се без поговора прихвати као валидна само зато што је он рекао тако. Особа која користи ову логичку грешку намерно одбија да учествује у дискусији. Не може се нека тврдња доказати тачно "зато што јесте".
У екстремном облику, ова грешка може постати начин испирања мозга. Политичари често користе доказ тврдњом у својој реторици и током расправа. Грешка се подједнако често среће и у маркетингу. 
Логичка грешка позивање на апсурд, која се састоји од одбијања тврдње без образложења и било каквих доказа да је тврдња погрешна, је негативан облик доказа тврдњом. Доказ тврдњом се често користи и у комбинацији са другим грешкама, најчешће аргументом из ауторитета. Намерно се мешају, јер уколико је особа која износи тврдњу стручњак, позива се на његов ауторитет да не може погрешити, што наравно није тачно.
Назив ове логичке грешке проналазимо у теолошкој студији De Natura Deorum (О природи богова) римског филозофа Цицерона.

## Примери
- Гласајте за Мирослава, он ће спасити државу.

Класичан пример једног политичког слогана.
- Како то мислиш зашто тврдим да се еволуција није десила? Зато што није!

Очигледно је да не жели да настави разговор.